# Charū Gereh
Charū Gereh (persiska: چَرو دَرِه, چرو گره, Charū Dareh) är en ort i Iran.   Den ligger i provinsen Lorestan, i den västra delen av landet, 500 km sydväst om huvudstaden Teheran. Charū Gereh ligger 983 meter över havet och antalet invånare är 181.
Terrängen runt Charū Gereh är kuperad åt sydväst, men åt nordost är den platt. Runt Charū Gereh är det ganska tätbefolkat, med 52 invånare per kvadratkilometer. Närmaste större samhälle är Shāhzādeh Moḩammad, 9,2 km öster om Charū Gereh. Omgivningarna runt Charū Gereh är i huvudsak ett öppet busklandskap.